# Phi (hậu cung)
Phi (chữ Hán: 妃; Kana: ひ; Hangul: 비) là một xưng hiệu thuộc Hoàng thất và Vương thất của khối quốc gia thuộc vùng văn hóa chữ Hán như Trung Quốc, Việt Nam, Hàn Quốc và Nhật Bản. Điểm đặc biệt nhất của danh xưng này là có thể dùng như một danh từ lẫn tước vị cho cả chính thất và thiếp của các vị vua.
Từ thời Thượng Cổ tại Trung Quốc, "Phi" đã có nghĩa là chính thất của các vị vua chúa thời cổ hoặc Thiên tử thời nhà Chu. Kể từ sau chế độ hậu cung nhà Đường, danh xưng Phi lại dần trở thành tước hiệu chỉ đến các phi tần có địa vị cao của Hoàng đế, thường chỉ dưới bậc Hoàng hậu. Ngoài ra, "Phi" còn chỉ đến chính thất của các tước Vương, bao gồm Quốc vương hay các hoàng tử được thụ tước Thân vương, như các vị chính thất của quốc vương nhà Triều Tiên đương thời đều là "Phi", sau khi qua đời mới truy phong làm Vương hậu. 
Theo dòng lịch sử phát triển, danh vị "Phi" có các biến thể như Trắc phi, Thái tử phi, Vương phi, Hoàng quý phi, Quý phi hay Thái phi. Thường gia đình các Phi tần gọi là Quốc thích.

## Từ nguyên
Về mặt chữ Hán, từ "Phi" nghĩa là phối ngẫu, ý chỉ đến chính thê hay vợ cả. Sách Nghi lễ, phần Thiếu lao lễ (少牢礼) có viết:"Mỗ phi, Mỗ thê dã", còn sách Thái bình ngự lãm đời Tống trích từ "Bạch hổ thông" (白虎通) định nghĩa: "Phi, ý là phối ngẫu". Những điều này đã khẳng định danh xưng "Phi" thời xưa cũng dùng để gọi người chính thê. 
Từ thời Thượng Cổ, sang thời nhà Hạ và nhà Thương, đã xuất hiện danh xưng "Phi" dùng để gọi nguyên phối của các vị quân chủ, như Luy Tổ là vợ cả của Hoàng Đế, hay như hai chị em ruột Nga Hoàng cùng Nữ Anh của Đế Thuấn, Thái Tự vợ cả của Chu Văn vương Cơ Xương, cũng đều được gọi là "Phi". Tuy về sau định nghĩa về "Phi" trở thành một tước vị dành cho các phi tần, nhưng nguyên bản ý nghĩa của từ này lại rất cao, sách Xuân Thu Tả Truyện chính nghĩa có diễn giải rằng:"Phi tường là bậc quý; còn Tần ngự là bậc tiện".

## Lịch sử

### Trung Quốc
Từ thời nhà Chu, chính phi của các vị Thiên tử được dùng tôn xưng mới là Vương hậu, từ "Phi" như một danh từ tương tự như Thê (妻) hoặc Phụ (婦) để nói về địa vị người vợ chính của Thiên tử hoặc chư hầu, còn "Vương hậu" là tước vị chính thức của "Thiên tử phi", sách Lễ ký phần "Điển lễ" có ghi rõ là "Thiên tử chi Phi gọi là Hậu". Bước sang thời nhà Tần và nhà Hán, Tần Thủy Hoàng khai sinh ra một thời kì Đế quốc với Hoàng đế và Hoàng hậu trở thành chí tôn, các vị thiếp được gọi là "Phi" mà theo các cấp bậc như Phu nhân, Tiệp dư, Chiêu nghi hoặc đơn giản là họ thật kèm danh xưng Cơ (姬). Trong thời gian này, danh xưng "Phi" liền trở thành danh xưng nói về các chính thê của các hoàng đế, tức là hai cách gọi Đế phi (帝妃) và Thiên tử phi (天子妃); các chính thê của hoàng tử chư hầu ngẫu nhiên cũng được gọi là Chư hầu phi (諸侯妃). Về phương diện tước hiệu, "Phi" trở thành tước vị chính thức dành cho chính thê của Thái tử, tức Thái tử phi (太子妃).
Thời Tào Ngụy và nhà Tấn, Tào Ngụy Minh Đế Tào Duệ thiết lập danh vị Thục phi. Lúc này hậu cung Tào Ngụy giống triều Hán, chia thứ bậc hậu phi theo "Đẳng giai" (等階), thiết kế Thục phi vị ngang Tướng quốc, tước so với chư hầu vương. Sự xuất hiện của "Thục phi" đánh dấu việc lần đầu tiên tước Phi xuất hiện như một tước hiệu của phi tần, và cũng từ đây thì danh xưng này không còn là danh từ đặc thù chỉ riêng chính thê của hoàng đế nữa mà trở thành vị hiệu cho các phi tần có địa vị cao trong hoàng thất, sách Nam Tề thư còn đặc biệt định nghĩa rằng: "Phi, là danh xưng của bậc Á hậu vậy thay".
Thời Lưu Tống, lần đầu tiên xuất hiện danh vị Quý phi, vị ngang Tướng quốc; cùng Quý tần, vị ngang Thừa tướng và Quý nhân vị ngang Tam tư, hợp xưng Tam phu nhân, các triều Nam Lương, Nam Trần, Bắc Tề hay Bắc Chu về sau đều thiết mô hình có từ Chu lễ là: "Tam phu nhân, Cửu tần, Nhị thập thất Thế phụ và Bát thập nhất Ngự nữ". Và sau trong các thiết đặt này thì các tước Quý phi cùng Thục phi thường đều là hàng Tam phu nhân. Sang nhà Tùy và nhà Đường, chế độ phi tần tiếp tục mô phỏng theo Chu lễ, hàng vị Tam phu nhân lúc này bao gồm hai tước Quý phi và Thục phi, cùng Đức phi và Hiền phi tạo thành Tứ phi (四妃), cũng chính thức đem tước vị hậu cung án theo "Phẩm trật" (品秩) như quan viên, Tứ phi thuộc Chính nhất phẩm. Thời kỳ Đường Cao Tông Lý Trị muốn nâng Võ Chiêu nghi làm Thần phi (宸妃) nhưng không thành. Sang đời Đường Huyền Tông Lý Long Cơ, vì cảm thấy "Hậu phi là ứng Tứ tinh không thể có Tứ phi" nên cho sửa thành Tam phi, phân biệt có Huệ phi (惠妃), Lệ phi (麗妃) và Hoa phi (華妃), còn đặt vai trò Tam phi án theo Chu lễ. Thế nhưng khi quyết định phong vị hiệu cung phi cho Dương Thái Chân, Huyền Tông lại đưa hệ thống về như cũ và phong Dương thị làm Quý phi. Các thời sau là nhà Tống, nhà Kim và nhà Liêu tiếp tục duy trì chế độ nhà Đường, lại thêm một số danh hiệu như "Xu phi" (姝妃), "Nhu phi" (柔妃), "Ôn phi" (溫妃), "Văn phi" (文妃), "Sùng phi" (崇妃) cùng "Chiêu phi" (昭妃), vẫn thường duy trì chế độ phẩm trật của triều Đường. Triều đại nhà Nguyên thiết trí hậu cung rất đơn giản, dưới "Hoàng hậu" là hàng "Phi tử", hơn nữa người Mông Cổ không kỵ việc gọi tên nên cả hoàng hậu lẫn phi tử cũng được ghi lại với phiên âm chữ Hán từ tên gốc Mông Cổ, không dùng phong hiệu như các triều đại Hán hóa, ví dụ có "Hốt Thắng Hải phi tử" (忽勝海妃子) của Thành Cát Tư Hãn.
Sang hai đời nhà Minh và nhà Thanh, hậu cung không thiết trí "Phẩm trật" như Đường-Tống mà chỉ phân cấp bậc trên dưới theo "Đẳng giai" như của thời Hán-Ngụy, bậc "Phi" thuộc hàng cao nhất sau Hoàng hậu, ở trên bậc Tần, theo thời gian phát sinh còn có thêm hai bậc "Phi" khác là Quý phi và Hoàng quý phi. Nhân số hậu phi có được tước "Phi" vào thời Minh không quy định cụ thể như Đường-Tống, số lượng người thụ tước "Phi" thường rất đông đảo, thứ tự của họ đều lấy chữ trong phong hiệu để luận trước sau. Ngoài ra, triều Minh bắt đầu gọi các phi tần của hoàng đế là Hoàng phi (皇妃). Hậu cung thời Thanh có quy định cụ thể hơn, từ tước Tần trở lên thì các bậc đều quy định nhân số, như Tần là 6 người; Phi là 4 người; Quý phi là 2 người và Hoàng quý phi chỉ có 1 người. Tuy nhiên, bởi vì chuyện sách phong ra sao, số lượng bao nhiêu thông thường cũng đều tùy ý hoàng đế, hai đời Khang Hi và Càn Long nhà Thanh từng phong vượt quá số quy định tước Phi, như một lúc có 5 vị Phi hoặc 6 vị Phi, hoàn toàn không theo quy tắc đã định sẵn. Ngoài cuối cùng thụ phong "Phi" trong lịch sử Trung Quốc là Văn Tú, được Tốn Hoàng đế Phổ Nghi ban hiệu Thục phi.
Ngoài chính thê của Thái tử, "Phi" cũng dùng để gọi Thê thiếp của các hoàng tử vương. Suốt thời kỳ Tây Hán, các hoàng tử đều là chư hầu vương thế tập tại đất phong nên chính thê của họ đều là vương hậu, "Phi" là đặc xưng của Thái tử phi tại kinh sư. Tuy nhiên từ cuối đời Đông Hán, các vị chính thê của các chư hầu vương đã bắt đầu giáng xuống làm vương phi, như sinh mẫu của Hán Chất Đế Lưu Toản là Trần phu nhân thụ phong tước Bột Hải Hiếu vương phi (渤海孝王妃) và chính thê của Hán Thiếu Đế Lưu Biện là Đường Cơ được phong Hoằng Nông vương phi (弘農王妃). Tuy vậy, hai tước vị này của Trần thị và Đường thị lại chỉ mang ý nghĩa tấn tặng, vì thời điểm hai người thụ tước thì chồng đều đã qua đời. Sau thời Hán mà bước sang Ngụy-Tấn, có chính thê của Ngụy Minh Đế Tào Duệ khi còn là Bình Nguyên vương là Ngu phi, hay như Trương phi - chính thê của Nam Dương vương Tôn Hòa. Từ đó, các chính thất của hoàng tử tước vương cũng được phong tước phi như chính thất của thái tử. Và để biểu thị vị trí vợ cả, chính thê của hoàng tử vương được nhấn mạnh là Chính phi (正妃), các thiếp có địa vị cao được gọi là Trắc phi (側妃) hoặc Thứ phi (次妃), phận dưới nữa là Thứ phi (庶妃). Bởi vì giữa các chính thất cũng phân biệt "Nguyên phối" cùng "Kế phối" (xem kĩ bài Vợ), nên các chính phi cũng phân biệt nguyên phối là Nguyên phi (元妃) cùng kế phối là Kế phi (繼妃). Ngoài ra còn có cách gọi chính phi là Đích phi (嫡妃), thời kỳ nhà Thanh đặc biệt dùng cho các Đích Phúc tấn vì để biệt lập với các vị thiếp có địa vị cao là các Trắc Phúc tấn - văn bản chữ Hán gọi "Trắc phi". Tuy nhiên danh xưng này thường chỉ dùng cho chính phi là nguyên phối, những kế thất chỉ được dùng "Kế phi" để phân biệt.

### Các nước đồng văn
Các quốc gia Nhật Bản, Hàn Quốc và Việt Nam đều dùng chữ Hán và chế độ Trung Hoa để thiết đặt nền quân chủ, tước "Phi" do đó cũng xuất hiện trong hệ thống tước hiệu. Tại Nhật Bản, danh vị "Phi" đã xuất hiện từ thời Heian, chỉ dùng cho Phi tần vốn là con cháu hoàng thất, có 2 người tại vị và dưới bậc Hoàng hậu. Sau thời Heian, hoàng thất Nhật Bản bỏ đi danh vị "Phi" trong hệ thống hậu cung của Thiên hoàng, thay vào đó là danh xưng Nữ ngự (女御). Tuy vậy, hoàng gia Nhật Bản tiếp tục giữ "Phi" để gọi các chính thất của các hoàng tử tước thân vương cùng hoàng thân tước vương, bởi vì hoàng thất Nhật Bản chia địa vị "Thân vương" và "Vương" rất chặt chẽ, cho nên chính thất của hai tước vị này có phân biệt là Thân vương phi (親王妃; しんのうひShinnō hi) và Vương phi (王妃; おうひOu hi), cả hai đều dùng kính xưng Điện hạ. 
Ở Hàn Quốc, các vị Vua của nhà Triều Tiên xưng làm Vương và chịu làm chư hầu cho nhà Minh và nhà Thanh, vì vậy họ theo lễ nghi gọi chính thê của quốc vương là vương phi, qua một đời Quân chủ thì trở thành vương đại phi, chỉ sau khi vị vương phi ấy qua đời thì mới được truy phong tước hiệu vương hậu. Khi Triều Tiên Cao Tông xưng Hoàng đế, lập nên Đế quốc Đại Hàn, lần đầu tiên Nội mệnh phụ của Triều Tiên mới có danh vị là "Phi" dành cho Hậu cung mà không phải chính thê, ví dụ như Thuần Hiến Hoàng quý phi Nghiêm thị của Cao Tông. Các triều đình trong lịch sử Việt Nam luôn mô phỏng chế độ Hán-Đường, ngoài hậu cung tần phi thì các thê thiếp của vương hầu đều gọi là vương phi, chính phi và thứ phi. Thời kỳ Lê Sơ, đặt định hậu cung dựa vào Chu lễ, dưới Hoàng hậu quy định Tam phi gồm "Nguyên phi", "Thần phi" và "Huệ phi", từ thời kỳ Lê Thánh Tông lại đổi Tam phi thành Quý phi (貴妃), Minh phi (明妃) và Kính phi (敬妃), lấy đó làm phép truyền về sau. Sang thời kì Lê trung hưng, các chúa Trịnh tuy phụng thờ vua Lê, các vua Lê cũng trở thành hoàng đế trên danh nghĩa, nhưng chúa Trịnh vẫn có ý chuyên quyền khi đặt định chế độ thị thiếp Cung tần trong phủ chúa không kém nhà Lê, thậm chí còn có các danh xưng tương tự trong cung. Các bà vợ của chúa Trịnh được gọi là "Chính phi" hoặc "Thứ phi", sau khi qua đời thì họ được ban chữ thụy hiệu mang nghĩa diễn tả như "Hiền phi" hoặc "Thục phi", thậm chí có trường hợp mẹ của chúa Trịnh được ban hiệu riêng, như Đặng Thị Huệ được tôn Tuyên phi (宣妃) dưới thời con trai Điện Đô vương Trịnh Cán. Các chúa Nguyễn cát cứ ở phía Nam, trước khi Vũ vương Nguyễn Phúc Khoát xưng Vương thì cũng có tình trạng sử dụng luôn huy hiệu của hoàng gia nhà Lê như một dạng vinh hiệu dùng để truy phong cho các chính thất hoặc sinh mẫu các Chúa, ví dụ như bà Tống Thị Được được truy tặng Từ Huệ Minh phi Liệt phu nhân (慈慧明妃列夫人), sau dưới thời Vũ vương thì bà mới được sửa thành Từ Huệ Cung Thục Ý Đức Kính phi (慈惠恭淑懿德敬妃).
Thời kỳ nhà Nguyễn, Vua Gia Long vẫn tạm dùng hệ thống từ thời chúa Nguyễn, nhưng việc gia phong tương đối hỗn loạn. Sau thời kỳ Minh Mạng, triều Nguyễn đặt 9 bậc cung giai, trong đó hai bậc "Phi" trong nội cung, gọi là Nhất giai Phi (一階妃) và Nhị giai Phi (二階妃), trên tất thảy có Hoàng quý phi với địa vị tương tự Hoàng hậu. Mỗi hàng "Phi" thời Nguyễn có 3 hoặc 4 người, được phân cao thấp ngay trong cùng 1 giai bởi phong hiệu, mà phong hiệu thay đổi tùy vào thời kỳ mà không cố định. Ví dụ quy định vào năm Minh Mạng thứ 17 (1836), hàng Nhất giai Phi có: Quý phi (貴妃), Hiền phi (賢妃), Thần phi (宸妃). Cả ba tước này tuy cùng 1 giai nhưng "Quý phi" là đứng đầu, sau đó tới Hiền phi rồi Thần phi. Sang năm Tự Đức lại thay đổi, hàng Nhất giai Phi gồm: Thuận phi (順妃), Thiện phi (善妃), Nhã phi (雅妃); lúc này "Thuận phi" đứng đầu, tới "Thiện phi" rồi "Nhã phi", sau nữa đến hàng Nhị giai Phi là gồm các vị hiệu khác nhau. Rất nhiều vị được xem là chính thất của hoàng đế nhà Nguyễn chỉ được thụ phong làm "Phi", như bà Từ Dụ Hoàng thái hậu được Vua Thiệu Trị nói rõ trong di chiếu "Là nguyên phối của Trẫm", nhưng khi nhà vua lên ngôi thì bà Từ Dụ vẫn chỉ được phong làm "Thành phi", dần thành "Quý phi", và chỉ được truy tôn Hoàng hậu sau khi qua đời.

## Danh vị Thái phi

### Trung Quốc
Danh vị Thái phi (太妃) sớm nhất là vào thời Đông Hán. Khi ấy, triều đình Tào Ngụy muốn định lại danh hiệu cho mẹ các hoàng tử, vốn là Vương quốc Thái hậu (王國太后), để tránh đụng chạm đến tước vị Hoàng thái hậu - danh vị thường dành mẹ của hoàng đế. Cuối cùng xuất hiện danh vị Vương quốc Thái phi (王國太妃). Sang thời Đông Tấn, danh vị "Thái phi" có chuyển biến mới trong trường hợp tôn phong của Chu Quý nhân, phi tần của Tấn Thành Đế Tư Mã Diễn và là sinh mẫu của Tấn Ai Đế Tư Mã Phi. Khi ấy, Hoàng hậu của Tấn Khang Đế Tư Mã Nhạc là Chử Toán Tử đã được dâng tôn làm Hoàng thái hậu, còn Chu Quý nhân không phải Hoàng hậu triều trước nên không thể được tôn Thái hậu, thế là triều đình nhà Tấn đi vào tranh luận vị hiệu dành cho bà. Ban đầu, Thái úy Hoàn Ôn đề nghị tôn là làm "Phu nhân", còn Thượng thư bộc xạ Giang Bân xin lập bà làm "Thái phu nhân", cuối cùng Ai Đế chọn "Hoàng thái phi", nghi phục đều như Thái hậu. Kể từ lúc này, triều đình Trung Quốc có danh hiệu Hoàng thái phi (皇太妃), danh hiệu này dùng để tấn tôn cho sinh mẫu của các hoàng đế trong trường hợp trong cung đã có Hoàng thái hậu và triều đình không chấp nhận có hai bà thái hậu.
Sang thời nhà Đường, không có trường hợp nào sinh mẫu của hoàng đế là "Thái phi", mà chỉ có sinh mẫu của các hoàng tử vương, như Dương Quý phi của Đường Thái Tông Lý Thế Dân, sinh mẫu của Triệu vương Lý Phúc, nên tôn gọi là Triệu Quốc Thái phi (趙國太妃). Thời kỳ nhà Tống không lạm tước hiệu như các triều trước, các phi tần góa phụ của tiên đế cho dù có sinh được hoàng tử hay không thì họ vẫn được gọi theo tước vị vốn có, không còn trường hợp tôn phong thái phi. Cũng do triều Tống khởi đầu, các đời hoàng đế đôi khi vì biểu thị ân đức mà ban thêm tước vị cao hơn trong hệ thống cho các phi tần của tiên đế, ví dụ như: Lý Thần phi vốn chỉ là "Tài nhân" dưới thời Tống Chân Tông Triệu Hằng, sau khi Chân Tông qua đời thì được tiến phong "Thuận dung"; lại có Chiêu Tĩnh Quý phi Thẩm thị vốn chỉ là "Tiệp dư", sau được tiến phong "Sung viên", sau nhiều lần gia phong bởi Tống Nhân Tông Triệu Trinh thì bà dần đến Quý phi. Danh hiệu "Thái phi" dưới thời Tống là ám chỉ "Hoàng thái phi", dùng để tôn phong cho sinh mẫu là phi tần của hoàng đế trong trường hợp hoàng đế đã tôn đích mẫu làm Hoàng thái hậu. Triều Tống có ba trường hợp tấn tôn Hoàng thái phi, một là Dương Thục phi vì có di chiếu của Chân Tông; thứ hai là sinh mẫu của Tống Triết Tông Triệu Hú là Chu Đức phi, khi ấy Hướng Hoàng hậu đã được tôn Hoàng thái hậu nên Chu thị được tôn là Hoàng thái phi; cuối cùng là trường hợp sinh mẫu của Tống Huy Tông Triệu Cát là Trần Quý nghi, khi Huy Tông lên ngôi thì bà được truy tôn làm Hoàng thái phi, sau khi Hướng Thái hậu qua đời thì Huy Tông truy tôn Trần thị làm Hoàng thái hậu. Ngoài ra, có một ngoại lệ dành cho sinh mẫu của Tống Cao Tông Triệu Cấu là Vi Hiền phi, do khi ấy không có đích mẫu là Hoàng thái hậu, nên Vi thị có thể được tấn tôn làm Hoàng thái hậu.
Từ thời nhà Minh đến thời nhà Thanh, sinh mẫu của hoàng đế vốn là phi tần của tiên đế đã có thể đồng tôn cùng làm "Hoàng thái hậu" với các đích mẫu hoàng hậu, không còn phải phân biệt khắt khe như lệ triều Tống. Bên cạnh đó, triều Minh và triều Thanh có thể sẽ tôn các phi tần có tước vị cao làm thái phi nếu trường hợp không có thái hậu, hoặc chỉ đơn giản là bày tỏ ân điển. Trường hợp này có Lưu Chiêu phi của Minh Thần Tông Chu Dực Quân, qua hai triều Thiên Khải cùng Sùng Trinh, Lưu phi đều được tôn gọi làm "Hoàng thái phi" và giữ ấn tỉ của thái hậu. Bước sang triều đại nhà Thanh, có trường hợp đầu tiên là Thọ Khang Thái phi Bát Nhĩ Tế Cát Đặc thị, dưới thời Khang Hi được tôn làm thái phi và trở thành góa phụ phi tần đầu tiên được tôn xưng "Thái phi" bởi các hoàng đế triều Thanh. Cũng là vì thông lệ này của triều Thanh, danh xưng "Thái phi" thường bị người đời hiểu chung là "Nhóm phi tần góa phụ của tiên đế", trong khi thực tế thì danh xưng này có lịch sử khá phức tạp.

### Quốc gia đồng văn
Ở Việt Nam, tuy không có ghi chép nhiều về danh vị "Thái phi" trong lịch sử, nhưng cho thấy rõ quy tắc ở triều đình Việt Nam đều phỏng theo nhà Tống. Sự xuất hiện của danh xưng "Thái phi" sớm nhất là ở thời kỳ nhà Lý, Ỷ Lan được tôn là Hoàng thái phi, trong khi Hoàng hậu Dương thị được tôn làm Hoàng thái hậu, sau khi Dương Thái hậu mất thì Ỷ Lan mới được tôn làm Hoàng thái hậu, đây là dựa theo quy tắc không đồng tấn tôn có phần giống với nhà Tống. Sang thời nhà Trần, có Chiêu Từ Hoàng hậu Trần thị, sinh mẫu của Trần Minh Tông, khi sinh thời là Hoàng thái phi, sau khi qua đời mới truy tôn làm Hoàng thái hậu. Khi chúa Trịnh có quyền thế và tự xưng tước Vương, mẹ của các chúa Trịnh đều được tôn danh vị Thái phi, trong khi các bà nội chúa Trịnh thì được dâng tôn tước vị rất mới là Thái tôn thái phi (太尊太妃). Thời nhà Nguyễn, sinh mẫu của Vua Hiệp Hòa là Thụy tần Trương Thị Thận được kiến nghị tôn phong Hoàng thái phi, bởi vì Vua Hiệp Hòa là con út của Vua Thiệu Trị, mà chính thất của ông là bà Từ Dụ vẫn còn sống và đang ở địa vị Hoàng thái hậu. Hay như Hựu Thiên Thuần Hoàng hậu, sinh mẫu của Vua Khải Định, ban đầu cũng được tôn làm Hoàng thái phi, về sau mới tôn làm Hoàng thái hậu.
Các quốc gia Triều Tiên, Nhật Bản đều ghi chép rất mơ hồ cách dùng tước vị này. Trong khi Triều Tiên dùng tước hiệu Vương đại phi cho Vương phi tiền nhiệm, thì Nhật Bản trước thời Thiên hoàng Daigo đều rất hiếm khi có chuyện Thiên hoàng tôn sinh mẫu khi vị sinh mấu ấy chưa từng là Hoàng hậu. Từ khi chính Thiên hoàng Daigo tôn dưỡng mẫu Fujiwara no Onshi làm "Trung Cung chức", đãi ngộ như Hoàng hậu, các đời Thiên hoàng về sau đã có thể thoải mái tôn sinh mẫu làm Hoàng thái hậu.

## Quy chế gia phong
Các triều đại khi phong tước vị hay chức vụ đều phải tiến hành lễ phong tước, qua đó mới chứng nhận được thân phận của người có được tước vị hoặc chức vụ ấy. Phong tước cho Hoàng hậu cùng phi tần từ thời Hán đã dùng Sách (冊), trong đó ghi lời lẽ bằng chữ Hán do quan viên soạn sẵn, chủ yếu là kí thác trọng trách từ nhà vua dành cho hậu phi ấy và lý do gia phong, đây là "chứng nhận" căn bản nhất trong việc phong tước của các triều đình Nho Khổng. Chất liệu thường thấy nhất của loại sách phong tước này là vàng, nên còn gọi Kim sách (金冊), quý hơn nữa là ngọc, tức Ngọc sách (玉冊), lễ nhận sách phong được gọi là Thụ sách (受冊). Còn một hình thức ngoài ban sách chính là ban con dấu được khắc tên tước vị, trong Hán ngữ gọi là Ấn chương (印章) hoặc Bảo (寶), tuy nhiên so với sách thì các con ấn này không được ban thường xuyên, rất nhiều triều đại quy định phong tước chỉ có nhận sách mà không có nhận ấn.
Khác với Hoàng hậu được dùng "Sách lập", các phi tần khác đều chỉ là Sách phong (冊封), do đó còn có cách nói "lập Hậu phong Phi". Ngoài ra, văn thư cổ có cách dùng trung lập, không ghi rõ "Lập" hay "Phong" mà chỉ dùng động từ "Sách", nên có cách gọi Sách phi (冊妃), khi từ "Phi" lên "Hậu" cũng có thể gọi là Sách Phi vi Hậu (冊妃為后), điều này không ngoại lệ đối với các Vương phi của Triều Tiên. Từ thời Nam Tề, "Thục phi" được nhìn nhận rất cao nên sẽ được nhận Kim chương Tử thụ (金章紫綬), là ấn chương bằng vàng, dây thao trên ấn màu tím, trên dây thao thắt ngọc bội. Thời kỳ nhà Tùy và nhà Đường, Tam phi khi làm lễ sẽ mặc loại Địch y gọi là Du địch (揄翟), ấn chương của họ được gọi là Kim chương Quy nữu (金章龜鈕), tức ấn chương bằng vàng có hình nút là con rùa, dưới đáy của ấn khắc tên tước vị theo lối chữ triện, ngoài ra ấn còn được buộc bởi dây thao màu tím, thắt ngọc bội. Hàng "Phi" lúc này chỉ có Thái tử phi là giống Hoàng hậu, mặc Địch y (翟衣), khi làm lễ nhận Kim tỷ Quy nữu (金璽龜鈕), tức ấn Tỷ có đầu nút hình rùa. Các loại ấn chương gọi là "Tỷ" thuộc hàng cao nhất, như Ngọc tỷ truyền quốc. Từ đời Đường, "Tỷ" thay bằng "Bảo", sang triều Tống vì Hoàng thái phi là tôn tước cho Hoàng mẫu nên cũng có tư cách tiếp nhận. Sang triều Minh, các "Phi" bao gồm Thái tử phi, Hoàng phi hay Vương phi, ban đầu chỉ nhận sách mà không có ấn bảo, từ triều Vĩnh Lạc thì Thái tử phi cùng Vương phi nhận ấn bảo, từ triều Tuyên Đức sách phong Tôn Quý phi thì các phi tần đã bắt đầu cho nhận ấn bảo. Triều đại nhà Thanh có quy định kỹ càng về thân phận được ban sách và ấn bảo, bậc Phi nhận sách vàng nhưng lại dùng ấn chương bình thường, đến hai bậc Quý phi cùng Hoàng quý phi mới dùng sách vàng cùng án bảo giống với Hoàng hậu. Ngoài chi tiết về sách và ấn, quy trình làm lễ của các vị Phi đều giống nhau, từ đời Minh đã biểu hiện việc này, sang đời Thanh còn ghi nhận rõ trong các điển chế. Vì để phân biệt với việc lập Hậu, triều Minh cùng triều Thanh cũng ghi lại rõ, khi tiến hành lễ sách phong cho phi tần thì các hoàng đế sẽ không lên điện (Hán ngữ gọi việc này là "Ngự điện" 御殿), họ thường chỉ chờ ở Tẩm điện nhận quỳ bái của phi tần sau khi buổi lễ đã kết thúc. Sau thời Vĩnh Lạc, hoàng đế nhà Minh sẽ mặc áo Bì Biền và ngự Hoa Cái điện (華蓋殿) để truyền chế lệnh phong Phi, trong khi triều Thanh tiếp tục quy định hoàng đế không lên điện. Dẫu vậy triều Thanh từng có hai lần ngoại lệ, khi tiến hành lễ sách phong "Hoàng quý phi" và "Hoàng quý phi Nhiếp lục cung sự" cho Đoan Kính Hoàng hậu Đổng Ngạc thị và Kế Hoàng hậu Na Lạp thị, Thuận Trị Đế cùng Càn Long Đế từng trực tiếp đến Thái Hòa điện dự giống lễ lập Hậu.
Tại Nhật Bản, chế độ phong tước vị rất đặc thù không giống nhiều quốc gia Nho Khổng khác, hơn nữa Thân vương phi và Vương phi thông thường đều là Hoàng nữ Nội Thân vương hay Tông thất nữ Nữ vương, lễ phong tước của họ đều chỉ tính ở lần "Tuyên hạ" mà thôi. Chế độ phong tước cho "Phi" của Việt Nam chỉ có triều Nguyễn là rõ ràng, triều Nguyễn chế định chế độ phong tước gắt gao, ngoại trừ bậc Thái hậu cùng Hoàng hậu, thì các cung giai phi tần đều chỉ nhận "Sách", ấn chương đều không được nhận, bất kể là Hoàng quý phi hay là hai bậc Phi cao nhất.

## Một số nhân vật nổi tiếng

### Trung Quốc
1. Nga Hoàng và Nữ Anh - hai vị Chính phi của Thuấn.
2. Mai phi Giang Thải Bình- sủng phi của Đường Huyền Tông Lý Long Cơ, nổi tiếng vẻ đẹp và tài ca vũ.
3. Hi phi Nữu Hỗ Lộc thị- phi tần của Thanh Thế Tông Ung Chính Đế, sinh mẫu của Thanh Cao Tông Càn Long Đế.
4. Hương phi - sủng phi của Thanh Cao Tông Càn Long Đế, có nghi vấn chính là Dung phi.
5. Trân phi Tha Tha Lạp thị- sủng phi của Thanh Đức Tông Quang Tự Đế, bị Từ Hi Thái hậu bức tử.

### Việt Nam
1. Linh Nhân Hoàng thái hậu Ỷ Lan- phi tần của Lý Thánh Tông, từng được phong Nguyên phi, sinh mẫu của Lý Nhân Tông.
2. Linh Từ quốc mẫu Trần Thị Dung- chính phi của Lý Huệ Tông, ban đầu phong Nguyên phi, sau lập làm Thuận Trinh Hoàng hậu. Sinh mẫu của Lý Chiêu Hoàng và Thuận Thiên hoàng hậu.
3. Dương Thị Bí - một sủng phi của Lê Thái Tông, sinh mẫu của Lê Nghi Dân. Ban đầu phong Phi nhưng kiêu ngạo nên giáng làm Chiêu nghi,cuối cùng bị phế làm thứ nhân.
4. Tuyên Từ Hoàng thái hậu Nguyễn Thị Anh- một sủng phi của Lê Thái Tông, hiệu Thần phi, sinh mẫu của Lê Nhân Tông.
5. Hồ Thị Chỉ - một phi tần của Vua Khải Định, hiệu Ân phi.

### Nhật Bản
1. Ahiratsuhime [あひらつひめ] - Chính phi của Thiên hoàng Thần Vũ trước khi Đông chinh.
2. Tửu Nhân Nội thân vương [酒人内親王] - Phi của Thiên hoàng Kanmu. Nổi tiếng xinh đẹp sắc sảo, mẹ của Triều Nguyên Nội thân vương.
3. Triều Nguyên Nội thân vương [朝原内親王] - Phi của Thiên hoàng Heizei, con gái của Thiên hoàng Kanmu và Tửu Nhân Nội thân vương. Vì sự kiện Biến cố Kusuko mà bị tước bỏ Phi vị.
4. Cao Chí Nội thân vương [高志内親王] - Chính phi của Thiên hoàng Junna khi còn là Thân vương.
5. Thiên hoàng Gemmei - Chính phi của Hoàng tử Kusakabe trước khi trở thành Nữ hoàng.

### Triều Tiên
1. Thành phi họ Nguyên - Kế phi của Triều Tiên Thái Tông.
2. Phế phi Doãn thị - Kế phi của Triều Tiên Thành Tông, sinh mẫu của Yên Sơn Quân. Là vị Phi bị phế đầu tiên trong lịch sử.
3. Nhân Hiển Vương hậu - Kế phi của Triều Tiên Túc Tông. Nổi tiếng vì bị phế rồi lại phục vị.
4. Trương Ngọc Trinh - Kế phi của Triều Tiên Túc Tông, sinh mẫu của Triều Tiên Cảnh Tông.
5. Hoàng hậu Minh Thành - Nguyên phi của Triều Tiên Cao Tông.